# Andreea Laiu
Andreea Laiu (n. 15 martie 1986, Buhuși, România) este o fotbalistă româncă care joacă pe postul de mijlocaș sau atacant și este componentă a naționalei României.